# Reprezentacja Kuwejtu w futsalu mężczyzn
Reprezentacja Kuwejtu w futsalu – zespół futsalowy, biorący udział w imieniu Kuwejtu w meczach i sportowych imprezach międzynarodowych, powoływany przez selekcjonera, w którym mogą występować wyłącznie zawodnicy posiadający obywatelstwo kuwejckie. Za jego funkcjonowanie odpowiedzialna jest Kuwejcka Federacja Piłki Nożnej (Al-Ittihad al-Kuwajti li-Kurat al-Kadam).

## Udział w mistrzostwach świata
- 1992 – Nie zakwalifikowała się
- 2012 – Faza grupowa

## Udział w mistrzostwach Azji
- 2001 – Ćwierćfinał
- 2002 – Ćwierćfinał
- 2003 – 4. miejsce
- 2004 – Ćwierćfinał
- 2005 – 5. - 8. miejsce
- 2006 – Faza grupowa
- 2007 – Faza grupowa
- 2008 – Faza grupowa
- 2010 – Faza grupowa
- 2012 – 5. miejsce